# Exeter (Maine)
Exeter – miasto w Stanach Zjednoczonych, w stanie Maine, w hrabstwie Penobscot.